# Torlaksmesse
Torlaksmesse bzw. Thorlakmesse auch Tollesmesse und Sjursmesse, sowie auf Isländisch: Þorláksmessa, auf Färöisch Tollaksmessa, auch auf Schwedisch und norwegisch als Lilla julafton bzw. Lille julaften (auf Deutsch: kleines Weihnachten oder Vorweihnachtsfest) bezeichnet, ist ein skandinavischer Weihnachtsbrauch, der einen Tag vor Weihnachten, am 23. Dezember, in Norwegen, Island, auf den Färöern und seit dem 18. Jahrhundert auch in Schweden gefeiert wird.

## Geschichte
Zur Erinnerung an den isländischen Bischof Thorlak Thorhallson (Þorlákur Þórhallsson) (1133–1193) wird alljährlich sein Fest am 23. Dezember als kleines Weihnachten bzw. Vorweihnachtsfest gefeiert.
Der Tag ist nach dem isländischen Bischof Thorlak benannt, der schon zu Lebzeiten in Island, im  westlichen und nördlichen Norwegen wie ein Heiliger verehrt wurde. Sein Todestag, der 23. Dezember, wurde im Jahr danach auf dem Althing in Island zu seinem Feiertag erklärt, wo man seitdem seiner gedenkt, woraus sich der heutige Torlaksmessfeiertag entwickelte. Eine päpstliche Bestätigung der Heiligsprechung erfolgte nicht. Am 14. Januar 1984 bestätigte Papst Johannes Paul II. Thorlak Thorhallson als Schutzheiligen Islands.
Die Torlaksmesse entstand aus einer Mischung von ehemals heidnischen Bräuchen und des damals neu einziehenden Christentums in Skandinavien. Mit dem Aufräumen und Saubermachen vor Weihnachten dachte man, auch böse Geister und Mächte aus seinem persönlichen Umfeld vertreiben zu können. Nach den Überlieferungen glaubte man früher auch, wenn es einen Sturm zum Torlaksmesstag gab, so konnte man erwarten, dass es ebenfalls zu Lichtmess, also am  2. Februar des nächsten Jahres, stürmte. In den norwegischen Provinzen Trøndelag und Nordland wird der Tag auch als Sjursmesse bezeichnet.

## Brauchtum
Am Torlaksmesstag (Tollesmessdagen) bereitet man ein sauberes Haus und ein frisches Strohlager als Bett, bzw. heute ein frisch gemachtes Bett. Ferner wäscht man sich und bereitet ordentliche, saubere Kleidung für das große Weihnachtsfest vor. Es ist in Skandinavien üblich, diese Vorbereitungen bis spät in die Nacht zu treffen. Der Torlaksmesstag wird auch heute dazu genutzt, das Haus bzw. die Wohnung gründlich zu reinigen und sich auf das Weihnachtsfest vorzubereiten. So trifft man auch im familiären Bereich die letzten Weihnachtsvorbereitungen, wie z. B. das Backen von Weihnachtsgebäck und das Herrichten des Weihnachtsessens, das festliche Schmücken der Wohnung und des Weihnachtsbaumes. In Island, aber auch teilweise auf den Färöern und in Norwegen, ist es üblich an diesem Tag, dem letzten Fastentag vor dem Weihnachtsfest, ein spezielles Fischgericht zu essen.